# Ferme de Burtonville
La ferme de Burtonville est un bâtiment classé situé dans le hameau de Burtonville faisant partie de la commune de Vielsalm en province de Luxembourg (Belgique).

## Localisation
La ferme est située au no 31 (anciennement au no 33) de la rue principale du hameau ardennais de Burtonville, à l'altitude de 500 mètres.

## Historique
L'épigraphe  "J.P.L.R[inck] ANNO 1765"  placée au pignon côté rue du bâtiment principal date la demeure.

## Description
Le plus grand bâtiment de la ferme mesure environ 23 mètres pour les pignons et une vingtaine de mètres pour les façades. Il est construit en moellons d’arkose, une pierre régionale grise et rosâtre et recouvert d'une volumineuse toiture peu pentue en ardoises. La ferme est accessible par un porche en anse de panier surmonté d'un colombier, coiffé d’une petite toiture en ardoises et donnant sur une cour intérieure.

Porche d'entrée de la ferme de Burtonville

## Classement et protection
L'immeuble sis Burtonville n°33 est repris sur la liste du patrimoine immobilier classé de Vielsalm depuis le 31 octobre 1978.